# Алекс Дебрінкет
Алекс Дебрінкет (англ. Alex DeBrincat, нар. 18 грудня 1997, Фармінгтон Гіллс, Мічиган) — американський хокеїст, крайній нападник клубу НХЛ «Чикаго Блекгокс». Гравець збірної команди США.

## Ігрова кар'єра
Хокейну кар'єру розпочав 2013 року виступами за хокейну команду «Академія Лайк Форест» одного з американських коледжів. Через рік дебютує в складі юніорського клубу «Ері Отерс» (ОХЛ). За підсумками першого сезону він став найкращим новачком ліги. А в останньому сезоні став найціннішим гравцем сезону хокейної ліги Онтаріо.
2016 року був обраний на драфті НХЛ під 39-м загальним номером командою «Чикаго Блекгокс». 
Влітку 2017 Алекс потрапляє до тренувального табору «Блекгокс» та пробивається до основного складу. 5 жовтня 2017 дебютує в переможному матчі проти «Піттсбург Пінгвінс» 10–1. 10 жовтня Дебрінкет відкриває лік закинутим шайбам розписавшись у воротах Кері Прайса з «Монреаль Канадієнс». 27 листопада Алекс відзначається хет-триком в матчі проти «Анагайм Дакс» та став другим наймолодшим гравцем «чорних яструбів» після Джеремі Реніка. 25 січня 2018 Дебрінкет стає автором другого хет-трику, а 18 березня 2018 і третього встановивши абсолютний рекорд для новачків «Блекгокс».
У сезоні 2018/19 він грав у другій ланці разом зі свїм партнером по «Отерс» Діланом Строумом, якого придбали в листопаді 2018. 18 лютого 2019 Алекс став автором четвертого хет-трику відзначившись в переможному матчі 8–7 проти «Оттава Сенаторс» також в його активі дві результативні передачі в тій грі. Таким чином ця гра стала першою, де він набрав п'ять очок.

## На рівні збірних
У складі молодіжної збірної США став бронзовим призером чемпіонату світу 2016. 
У складі національної збірної США дебютував на чемпіонаті світу 2018, де в 10 матчах набрав дев'ять очок та став бронзовим призером.
На останньому чемпіонаті світу 2019 повторив свої досягнення але цього разу свої 9 очок він набрав у восьми матчах.

## Нагороди та досягнення
- Приз сім'ї Еммс — 2015.
- Трофей Едді Паверса — 2017.
- Трофей Реда Тілсона — 2017.

## Статистика

### Клубні виступ и
| 2013–14      | «Академія Лайк Форест» | НКАА         | 13  | 16 | 12 | 28  | 16 | 3  | 4  | 2  | 6  | 0  |
| 2013–14      | «Академія Лайк Форест» | ВЛШІ         | 50  | 54 | 57 | 111 | 28 | —  | —  | —  | —  | —  |
| 2014–15      | «Ері Отерс»            | ОХЛ          | 68  | 51 | 53 | 104 | 73 | 20 | 9  | 7  | 16 | 26 |
| 2015–16      | «Ері Отерс»            | ОХЛ          | 60  | 51 | 50 | 101 | 28 | 13 | 8  | 11 | 19 | 13 |
| 2016–17      | «Ері Отерс»            | ОХЛ          | 63  | 65 | 62 | 127 | 49 | 18 | 13 | 25 | 38 | 10 |
| 2017–18      | «Чикаго Блекгокс»      | НХЛ          | 82  | 28 | 24 | 52  | 6  | —  | —  | —  | —  | —  |
| 2018–19      | «Чикаго Блекгокс»      | НХЛ          | 82  | 41 | 35 | 76  | 15 | —  | —  | —  | —  | —  |
| Усього в НХЛ | Усього в НХЛ           | Усього в НХЛ | 164 | 69 | 59 | 128 | 21 | —  | —  | —  | —  | —  |

### Збірна
| Рік                | Команда            | Турнір             | Місце              | І  | Г | П  | О  | ШХ |
| ------------------ | ------------------ | ------------------ | ------------------ | -- | - | -- | -- | -- |
| 2016               | США                | МЧС                | 3                  | 5  | 1 | 0  | 1  | 25 |
| 2018               | США                | ЧС                 | 3                  | 10 | 1 | 8  | 9  | 0  |
| 2019               | США                | ЧС                 | 7-е                | 8  | 7 | 2  | 9  | 4  |
| Молодіжна збірна   | Молодіжна збірна   | Молодіжна збірна   | Молодіжна збірна   | 5  | 1 | 0  | 1  | 25 |
| Національна збірна | Національна збірна | Національна збірна | Національна збірна | 18 | 8 | 10 | 18 | 4  |